# Partecipanti alla Classica di San Sebastián 2022
Elenco dei partecipanti alla Classica di San Sebastián 2022.
La Classica di San Sebastián 2022 è stata la quarantunesima edizione della corsa. Alla competizione presero parte 23 squadre: le 18 con licenza UCI World Tour 2022 e 5 UCI ProTeam.
Partenza con 156 ciclisti accreditati.

## Corridori per squadra
Nota: R ritirato, NP non partito, FT fuori tempo, SQ squalificato
| EF Education-EasyPost  | EF Education-EasyPost  | EF Education-EasyPost  | Ineos Grenadiers      | Ineos Grenadiers       | Ineos Grenadiers      | Quick-Step Alpha Vinyl Team        | Quick-Step Alpha Vinyl Team        | Quick-Step Alpha Vinyl Team        |
| ---------------------- | ---------------------- | ---------------------- | --------------------- | ---------------------- | --------------------- | ---------------------------------- | ---------------------------------- | ---------------------------------- |
| N°                     | Ciclista               | Clas.                  | N°                    | Ciclista               | Clas.                 | N°                                 | Ciclista                           | Clas.                              |
| 1                      | Alberto Bettiol        | R                      | 11                    | Jonathan Castroviejo   | R                     | 21                                 | Remco Evenepoel                    | 1°                                 |
| 2                      | Jonathan Caicedo       | 37°                    | 12                    | Tao Geoghegan Hart     | 57°                   | 22                                 | Mattia Cattaneo                    | R                                  |
| 3                      | Esteban Chaves         | 20°                    | 13                    | Daniel Martínez        | R                     | 23                                 | Mikkel Honoré                      | R                                  |
| 4                      | Odd Christian Eiking   | R                      | 14                    | Brandon Rivera         | 35°                   | 24                                 | James Knox                         | R                                  |
| 5                      | Ruben Guerreiro        | R                      | 15                    | Carlos Rodríguez       | 5°                    | 25                                 | Fausto Masnada                     | 50°                                |
| 6                      | Merhawi Kudus          | R                      | 16                    | Pavel Sivakov          | 2°                    | 26                                 | Pieter Serry                       | R                                  |
| 7                      | Rigoberto Urán         | 9°                     | 17                    | Cameron Wurf           | R                     | 27                                 | Jannik Steimle                     | R                                  |
| UAE Team Emirates      | UAE Team Emirates      | UAE Team Emirates      | Bahrain Victorious    | Bahrain Victorious     | Bahrain Victorious    | Intermarché-Wanty-Gobert Matériaux | Intermarché-Wanty-Gobert Matériaux | Intermarché-Wanty-Gobert Matériaux |
| N°                     | Ciclista               | Clas.                  | N°                    | Ciclista               | Clas.                 | N°                                 | Ciclista                           | Clas.                              |
| 31                     | Tadej Pogačar          | R                      | 41                    | Matej Mohorič          | R                     | 51                                 | Jan Bakelants                      | 31°                                |
| 32                     | João Almeida           | R                      | 42                    | Yukiya Arashiro        | R                     | 52                                 | Théo Delacroix                     | R                                  |
| 33                     | Juan Ayuso             | R                      | 43                    | Gino Mäder             | 29°                   | 54                                 | Corné van Kessel                   | R                                  |
| 34                     | George Bennett         | 13°                    | 44                    | Santiago Buitrago      | R                     | 55                                 | Simone Petilli                     | R                                  |
| 35                     | Rui Costa              | 44°                    | 45                    | Wout Poels             | R                     | 56                                 | Domenico Pozzovivo                 | 23°                                |
| 36                     | Ryan Gibbons           | R                      | 46                    | Luis León Sánchez      | R                     | 57                                 | Lorenzo Rota                       | 10°                                |
| 37                     | Jan Polanc             | R                      | 47                    | Hermann Pernsteiner    | 56°                   |                                    |                                    |                                    |
| Trek-Segafredo         | Trek-Segafredo         | Trek-Segafredo         | Jumbo-Visma           | Jumbo-Visma            | Jumbo-Visma           | Team BikeExchange-Jayco            | Team BikeExchange-Jayco            | Team BikeExchange-Jayco            |
| N°                     | Ciclista               | Clas.                  | N°                    | Ciclista               | Clas.                 | N°                                 | Ciclista                           | Clas.                              |
| 61                     | Bauke Mollema          | 4°                     | 71                    | Tiesj Benoot           | 3°                    | 81                                 | Simon Yates                        | 6°                                 |
| 62                     | Julien Bernard         | R                      | 72                    | Timo Roosen            | R                     | 82                                 | Jan Maas                           | R                                  |
| 63                     | Dario Cataldo          | R                      | 74                    | Chris Harper           | 42°                   | 83                                 | Michael Matthews                   | R                                  |
| 64                     | Kenny Elissonde        | 60°                    | 75                    | Robert Gesink          | 53°                   | 84                                 | Callum Scotson                     | R                                  |
| 65                     | Juan Pedro López       | R                      | 76                    | Lennard Hofstede       | R                     | 85                                 | Tsgabu Grmay                       | 55°                                |
| 66                     | Mattias Skjelmose      | 8°                     | 77                    | Tom Dumoulin           | R                     | 86                                 | Dion Smith                         | R                                  |
| 67                     | Toms Skujiņš           | 7°                     |                       |                        |                       | 87                                 | Nick Schultz                       | R                                  |
| Lotto Soudal           | Lotto Soudal           | Lotto Soudal           | Astana Qazaqstan Team | Astana Qazaqstan Team  | Astana Qazaqstan Team | Cofidis                            | Cofidis                            | Cofidis                            |
| N°                     | Ciclista               | Clas.                  | N°                    | Ciclista               | Clas.                 | N°                                 | Ciclista                           | Clas.                              |
| 91                     | Carlos Barbero         | R                      | 101                   | Vincenzo Nibali        | 21°                   | 111                                | Ion Izagirre                       | R                                  |
| 92                     | Matthew Holmes         | R                      | 102                   | Simone Velasco         | 27°                   | 112                                | Sander Armée                       | R                                  |
| 93                     | Andreas Kron           | R                      | 103                   | Stefan de Bod          | 15°                   | 113                                | Rubén Fernández                    | R                                  |
| 94                     | Harry Sweeny           | 49°                    | 104                   | Vadim Pronskij         | 54°                   | 114                                | Simon Geschke                      | R                                  |
| 95                     | Maxim Van Gils         | R                      | 105                   | Manuele Boaro          | R                     | 115                                | Jesús Herrada                      | R                                  |
| 96                     | Viktor Verschaeve      | R                      | 106                   | Aljaksandr Rabušėnka   | R                     | 116                                | Guillaume Martin                   | 18°                                |
| 97                     | Xandres Vervloesem     | R                      | 107                   | Jurij Natarov          | R                     | 117                                | Davide Villella                    | 43°                                |
| Movistar Team          | Movistar Team          | Movistar Team          | AG2R Citroën Team     | AG2R Citroën Team      | AG2R Citroën Team     | Team DSM                           | Team DSM                           | Team DSM                           |
| N°                     | Ciclista               | Clas.                  | N°                    | Ciclista               | Clas.                 | N°                                 | Ciclista                           | Clas.                              |
| 121                    | Alejandro Valverde     | R                      | 131                   | Mikaël Cherel          | 39°                   | 141                                | Chris Hamilton                     | 24°                                |
| 122                    | Jorge Arcas            | R                      | 132                   | Lilian Calmejane       | R                     | 142                                | Søren Kragh Andersen               | R                                  |
| 123                    | Gorka Izagirre         | 30°                    | 133                   | Clément Berthet        | 14°                   | 143                                | Romain Combaud                     | R                                  |
| 124                    | Antonio Pedrero        | 19°                    | 134                   | Jaakko Hänninen        | 28°                   | 144                                | Mark Donovan                       | 34°                                |
| 125                    | Alex Aranburu          | R                      | 135                   | Aurélien Paret-Peintre | R                     | 145                                | Leon Heinschke                     | R                                  |
| 126                    | Carlos Verona          | R                      | 136                   | Paul Lapeira           | R                     | 146                                | Casper Pedersen                    | R                                  |
| 127                    | José Joaquín Rojas     | R                      | 137                   | C. Champoussin         | 26°                   | 147                                | Martijn Tusveld                    | R                                  |
| Equipo Kern Pharma     | Equipo Kern Pharma     | Equipo Kern Pharma     | Israel-Premier Tech   | Israel-Premier Tech    | Israel-Premier Tech   | Groupama-FDJ                       | Groupama-FDJ                       | Groupama-FDJ                       |
| N°                     | Ciclista               | Clas.                  | N°                    | Ciclista               | Clas.                 | N°                                 | Ciclista                           | Clas.                              |
| 151                    | Urko Berrade           | 46°                    | 161                   | Patrick Bevin          | R                     | 171                                | David Gaudu                        | R                                  |
| 152                    | Roger Adrià            | 11°                    | 162                   | Carl Fredrik Hagen     | 22°                   | 172                                | Matthieu Ladagnous                 | R                                  |
| 153                    | José Félix Parra       | R                      | 163                   | Guy Niv                | R                     | 174                                | Rudy Molard                        | 12°                                |
| 154                    | Ibon Ruiz              | R                      | 164                   | Daryl Impey            | 45°                   | 175                                | Sébastien Reichenbach              | 25°                                |
| 155                    | Eugenio Sánchez        | R                      | 165                   | James Piccoli          | R                     | 176                                | Michael Storer                     | R                                  |
| 156                    | Pau Miquel             | 47°                    | 166                   | Omer Goldstein         | R                     | 177                                | Lars van den Berg                  | 33°                                |
| 157                    | Igor Arrieta           | R                      |                       |                        |                       |                                    |                                    |                                    |
| Caja Rural-Seguros RGA | Caja Rural-Seguros RGA | Caja Rural-Seguros RGA | Euskaltel-Euskadi     | Euskaltel-Euskadi      | Euskaltel-Euskadi     | Bora-Hansgrohe                     | Bora-Hansgrohe                     | Bora-Hansgrohe                     |
| N°                     | Ciclista               | Clas.                  | N°                    | Ciclista               | Clas.                 | N°                                 | Ciclista                           | Clas.                              |
| 181                    | Mikel Nieve            | 58°                    | 191                   | Xabier Azparren        | R                     | 201                                | Jai Hindley                        | R                                  |
| 182                    | Jonathan Lastra        | 16°                    | 192                   | Antonio Angulo         | 51°                   | 202                                | Matteo Fabbro                      | R                                  |
| 183                    | Fernando Barceló       | R                      | 193                   | Mikel Iturria          | R                     | 204                                | Emanuel Buchmann                   | 41°                                |
| 184                    | Orluis Aular           | R                      | 194                   | Mikel Bizkarra         | 48°                   | 205                                | Wilco Kelderman                    | 36°                                |
| 185                    | Jon Barrenetxea        | R                      | 195                   | Ibai Azurmendi         | R                     | 206                                | Patrick Konrad                     | R                                  |
| 186                    | Jhojan García          | R                      | 196                   | Txomin Juaristi        | R                     | 207                                | Max Schachmann                     | R                                  |
| 187                    | Joel Nicolau           | 17°                    | 197                   | Unai Iribar            | R                     |                                    |                                    |                                    |
| Burgos-BH              | Burgos-BH              | Burgos-BH              | TotalEnergies         | TotalEnergies          | TotalEnergies         |                                    |                                    |                                    |
| N°                     | Ciclista               | Clas.                  | N°                    | Ciclista               | Clas.                 |                                    |                                    |                                    |
| 211                    | Ander Okamika          | 52°                    | 221                   | Cristián Rodríguez     | R                     |                                    |                                    |                                    |
| 212                    | Daniel Navarro         | R                      | 222                   | Jérémy Cabot           | R                     |                                    |                                    |                                    |
| 213                    | Pelayo Sánchez         | R                      | 223                   | Víctor de la Parte     | 40°                   |                                    |                                    |                                    |
| 214                    | Adrià Moreno           | 59°                    | 224                   | Fabien Grellier        | R                     |                                    |                                    |                                    |
| 215                    | José Manuel Díaz       | 38°                    | 225                   | Alan Jousseaume        | 32°                   |                                    |                                    |                                    |
| 216                    | Óscar Cabedo           | R                      | 226                   | Pierre Latour          | R                     |                                    |                                    |                                    |
| 217                    | Victor Langellotti     | R                      | 227                   | Paul Ourselin          | R                     |                                    |                                    |                                    |